# Шурмашк
Шурмашк (тадж. Шӯрмашк) — село в Айнинском районе Согдийской области Таджикистана.
Административно входит в состав Фандарьинского джамоата. В селе проживает 130 семей.